# Xiao’erjing

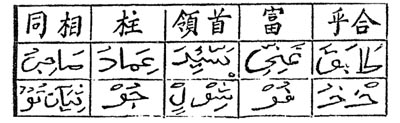
Chinesisch-Arabisches Wörterbuch mit Xiao’erjing (d. h. Chinesisch in zwei Schriften, Leserichtung: rechts nach links)
Li Dianjun – Zhong-A shuangjie zidian, Shanghai 1955.

Xiao’erjing (chinesisch 小兒經 / 小儿经, Pinyin Xiǎo’érjīng, Xiao’erjing: شِيَوْ عَر دٍ) oder Xiao’erjin (小兒錦 / 小儿锦,  Xiǎo’érjǐn) oder kurz Xiaojing (小經 / 小经 bzw. 消經 / 消经,  Xiāojīng) ist die Praxis, sinitische Sprachen wie das Chinesische (insbesondere den Lanyin-Dialekt-, Zhongyuan-Dialekt- und Nordöstlichen Dialekt) oder die dunganische Sprache in arabischer Schrift zu schreiben. Sie wird von vielen ethnischen Minderheiten verwendet, die in China dem islamischen Glauben angehören (meist Hui, aber auch von den Dongxiang und Salar) und früher von ihren dunganischen Vorfahren in Zentralasien. Sowjetische Schriftreform zwang die Dunganen, das Xiao’erjing durch die lateinische Orthographie und später durch ein kyrillisches Alphabet zu ersetzen, das bis heute in Verwendung ist.
Wie auch andere Schriftsysteme, die auf dem arabischen Alphabet basieren, wird Xiao’erjing von rechts nach links geschrieben. Das Xiao’erjing-Schriftsystem ist dem für die uigurische Sprache verwendeten heutigen Schriftsystem darin ähnlich, dass alle Vokale zu jeder Zeit explizit markiert werden. Dies geschieht im Gegensatz zur Praxis, die kurzen Vokale in der Mehrzahl derjenigen Sprachen, für die die arabische Schrift adaptiert wurde, wegzulassen (wie zum Beispiel im Arabischen, Persischen und Urdu). Dies geschieht möglicherweise aufgrund der überragenden Bedeutung des Vokals in einer chinesischen Silbe.

## Nomenklatur
Xiao’erjing hat keine Standardbezeichnung, auf die Bezug genommen werden kann. In Shanxi, Hebei, Henan, Shandong, dem östlichen Shaanxi und auch in Peking, Tianjin und den nordöstlichen Provinzen wird die Schrift als „Xiǎo’érjīng“ bezeichnet, was dann verkürzt zu Xiǎojīng oder „Xiāojīng“ wird (das „Xiāo“ darin hat in den obengenannten Gebieten die Bedeutung von „wiederholen“). In Ningxia, Gansu, der Inneren Mongolei, Qinghai, dem westlichen Shaanxi und in den nordwestlichen Provinzen wird die Schrift als „Xiǎo’érjǐn“ bezeichnet. Die Dongxiang sprechen von ihr als der „Dongxiang-Schrift“ oder der „Huihui-Schrift“; die Salar bezeichnen sie als „Salar-Schrift“; die Dunganen in Zentralasien verwendeten eine als „Hui-Schrift“ bezeichnete Variante des Xiao’erjing, bevor sie die arabische Schrift zugunsten der lateinischen und kyrillischen Schrift aufgaben.

## Ursprünge
Seit der Ankunft des Islam während der Tang-Dynastie (beginnend in der Mitte des 7. Jahrhunderts) wanderten viele Sprecher des Arabischen oder Persischen nach China ab. Jahrhunderte später assimilierten sie sich mit der heimischen han-chinesischen Bevölkerung und bildeten die Ethnie der Hui. Viele chinesische muslimische Studenten besuchen Madrasas (Koranschulen), um klassisches Arabisch und den Koran zu studieren. Weil diese Studenten von der chinesischen Schriftsprache und den chinesischen Schriftzeichen nur grundlegende Kenntnisse hatten, begannen sie mit dem Chinesischen als Muttersprache und einer guten Kenntnis des arabischen Alphabets, das arabische Alphabet anstatt der chinesischen Schriftzeichen für die Notation der von ihnen gesprochenen Sprache zu verwenden. Häufig wurden Anmerkungen auf chinesisch als Gedächtnisstütze für die Suren geschrieben. Diese Methode wurde auch verwendet, um chinesische Übersetzungen von in den Madrasas gelerntem arabischen Vokabular zu schreiben. So entwickelte sich allmählich und standardisierte sich zu gewissen Graden ein System zum Schreiben der chinesischen Sprache in arabischer Schrift. Das zur Zeit älteste bekannte Artefakt mit Xiao’erjing-Schriftzeichen ist eine Steinstele im Hof der Daxue-Xixiang-Moschee in Xi’an in der Provinz Shaanxi. Die Stele ist mit arabischen Koranversen beschrieben sowie einer kurzen Notiz zu den Namen derjenigen, die sie in Xiao’erjing beschrieben haben. Die Stele stammt aus dem Jahr AH 740 im islamischen Kalender (zwischen dem 9. Juli 1339 und dem 26. Juni 1340).

## Verwendung

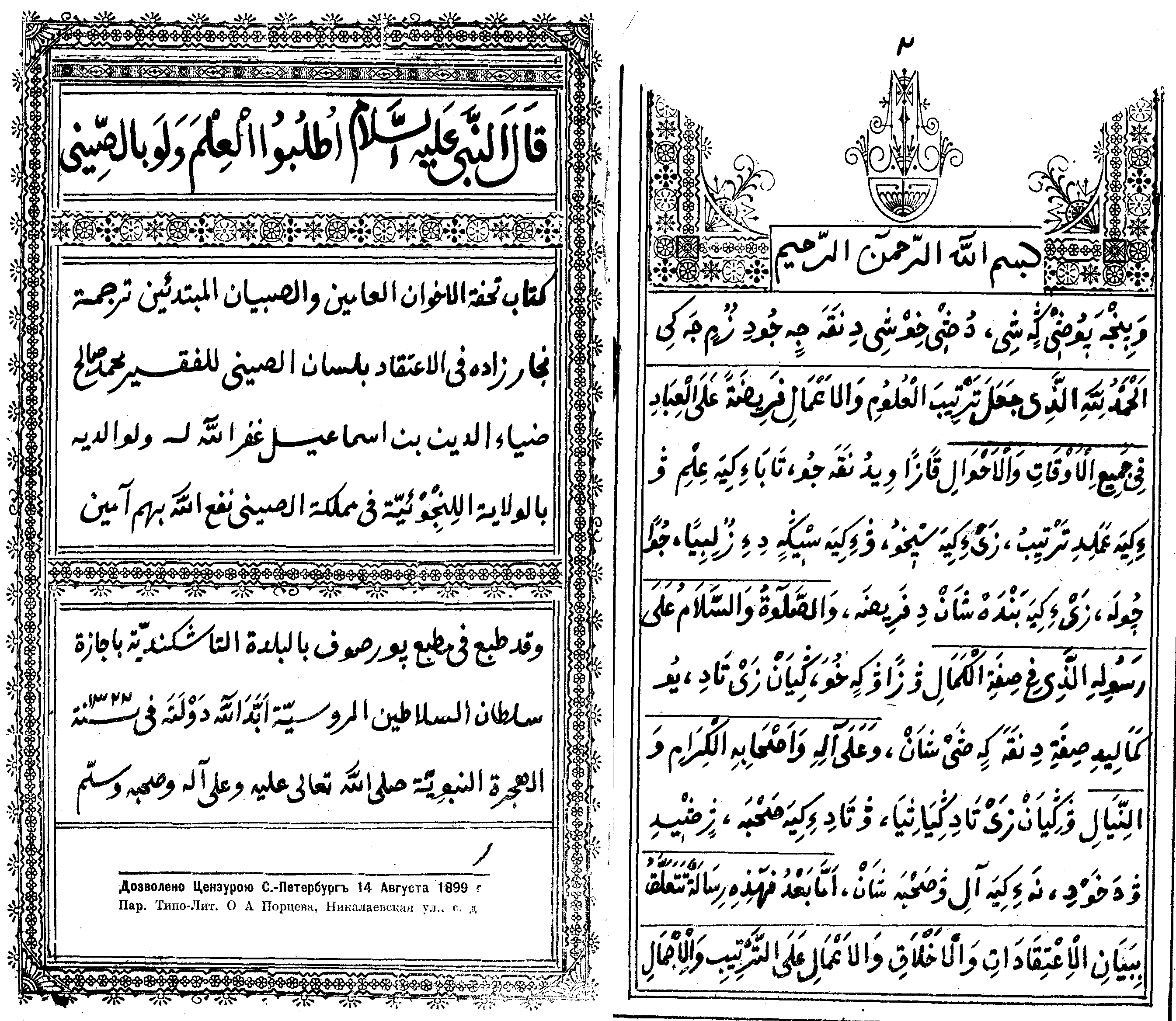
Eine Rechtsabhandlung auf Arabisch mit paralleler chinesischer Übersetzung in arabisch/persischer Schrift, veröffentlicht in Taschkent (1899). Die linke Seite zeigt die Buchinformationen in arabischer Sprache. Die rechte Seite enthält gemischte Zeilen in Arabisch (gekennzeichnet durch eine durchgehende schwarze Linie oben) und ihre chinesische Übersetzung in Xiao'erjing-Schrift, die dem arabischen Original in derselben Zeile folgen.

Xiao’erjing kann in zwei Gruppen unterteilt werden: das „Moschee-System“ und das „Alltagsgebrauch-System“. Das „Moschee-System“ ist das System, das von den Schülern und Imams in Moscheen und Madrasas verwendet wird. Es enthält viel arabischen und persischen religiösen Wortschatz und verwendet keine chinesischen Schriftzeichen. Dieses System ist relativ standardisiert und kann als ein richtiges Schriftsystem betrachtet werden. Das „Alltagsgebrauch-System“ ist das von den weniger Gebildeten zu persönlichen Zwecken zum Schreiben und für die Korrespondenz verwendete System. Oft werden einfach chinesische Schriftzeichen in das arabische Alphabet hineingemischt, überwiegend in nichtreligiösen Angelegenheiten, und es enthält damit relativ wenige arabische und persische Lehnwörter. Diese Praxis kann sich von Person zu Person drastisch unterscheiden. Das System wird vom Schreiber auf seinem eigenen Verständnis des arabischen und persischen Alphabets beruhend selbst ausgedacht [?] und nach seiner eigenen Dialektaussprache entworfen. Häufig können nur der Absender und der Adressat des Briefes das Geschriebene vollständig verstehen, während es für andere sehr schwierig zu lesen ist.

### Moderne Verwendung

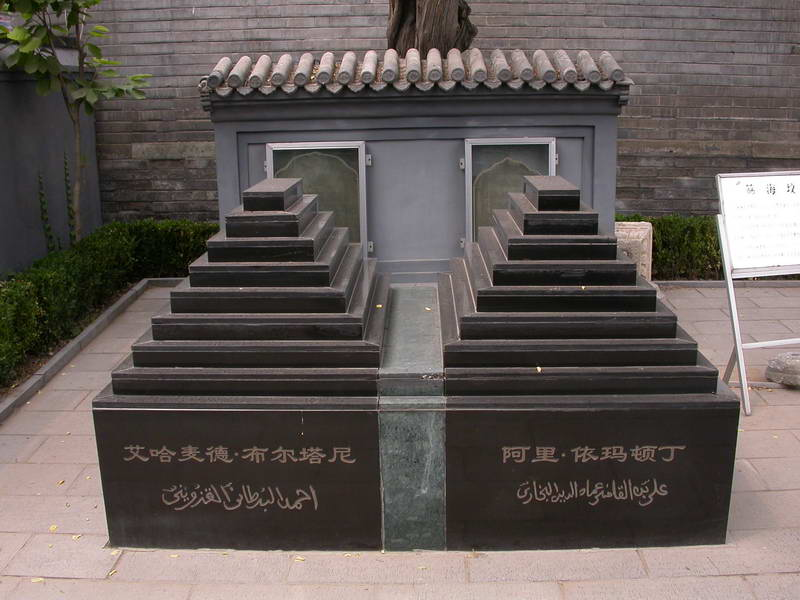
Eine Xiao’erjing-Inschrift in der Niujie-Moschee

In der jüngsten Zeit ist die Verwendung des Xiao’erjing wegen des wirtschaftlichen Aufschwungs in der Volksrepublik China und der Verbesserung des Unterrichts von chinesischen Schriftzeichen in den ländlichen Gebieten Chinas beinahe verschwunden. Chinesische Schriftzeichen zusammen mit Hanyu Pinyin haben das Xiao’erjing inzwischen ersetzt. Seit Mitte der 1980er Jahre hat das Xiao’erjing sowohl in China als auch im Ausland viel Forschungsinteresse erfahren. Feldforschung wurde betrieben und die Schreiber der Xiao’erjing-Schrift wurden interviewt. Handgeschriebene und gedruckte Xiao’erjing-Materialien wurden von den Forschern ebenfalls gesammelt, die Sammlung der Nanjing-Universität ist am umfassendsten.

## Alphabet
Xiao’erjing hat 36 Buchstaben, von denen 4 für die Darstellung von Vokallauten verwendet werden. Die 36 Buchstaben bestehen aus 28 aus dem Arabischen übernommenen Buchstaben, 4 aus dem Persischen übernommenen Buchstaben zusammen mit 2 modifizierten Buchstaben und 4 Extrabuchstaben, die es nur im Xiao’erjing gibt.

### Silbenanlaute und Konsonanten
|    | Alphabet | Final-Medial-Initial | Standardchinesische Aussprache | Hanyu Pinyin    | Arabische Aussprache | Persische Aussprache | Beispiel                  | Anmerkungen |
| -- | -------- | -------------------- | ------------------------------ | --------------- | -------------------- | -------------------- | ------------------------- | --- |
| 1  | Alif     |                      | [ɑ], [a]                       | a, a-, -a, -a-  | [ʔ], [a:], [æː]      | [ʔ], [ɔ], [æ]        | اَ(阿ā)                    | Vokallaut |
| 2  | Bā'      |                      | [b]-                           | b-              | [b]                  | [b]                  | بَا(爸bà)                  | |
| 3  | Pe       |                      | [pʰ]-                          | p-              | keine                | [p]                  | پﹾ(婆pó)                  | aus dem Persischen übernommen |
| 4  | Tā'      |                      | [tʰ]-                          | t-              | [t]                  | [t]                  | تَا(塔tǎ)                  | |
| 5  | Thā'     |                      | [tɕʰ]-, [ɕ]-                   | q-, x-          | [θ]                  | [s]                  | ثِئ(些xiē)                 | der Laut wandelt sich wenn für die Darstellung des Chinesischen verwendet                                                                             |
| 6  | The      |                      | [tɕʰ]-                         | q-              | keine                | keine                | ﭤْﻮ(穷qióng)               | |
| 7  | Dschīm   |                      | [ʈʂ]-                          | zh-             | [dʒ]                 | [dʒ]                 | ﺟﹾ(这zhè)                 | der Laut wandelt sich wenn für die Darstellung des Chinesischen verwendet                                                                             |
| 8  | Tsche    |                      | [ʈʂʰ]-                         | ch-             | keine                | [tʃ]                 | ﭼﹾ(车ché)                 | aus dem Persischen übernommen |
| 9  | Ḥā'      |                      | [x]-                           | h-              | [ħ]                  | [h]                  | ﺣﹾ(河hé)                  | vor Silben mit den Auslauten -e, -ei, -en, -eng |
| 10 | Chā'     |                      | [x]-                           | h-              | [x]                  | [x]                  | ﺧﹸ(湖hú)                  | vor Silben mit den Auslauten -u, -ua, -uai, -uan, -uang, -ui, -un, -uo                                                                                |
| 11 | Dāl      |                      | [d]-, [tɕ]-                    | d-, j-          | [d]                  | [d]                  | دٍْ(钉dīng)                 | auch verwendet für die Darstellung einiger Silben mit dem Anlaut j-                                                                                   |
| 12 | Dhal     |                      | [ts]-                          | z-              | [ð]                  | [z]                  | ذَىْ(在zài)                 | |
| 13 | Rā'      |                      | -[ɹ]                           | -r              | [r]                  | [r]                  | لِر(粒儿lìr)               | stellt den rhotischen Endlaut -r (rhotic final -r) dar                                                                                                |
| 14 | Zāy      |                      | keine                          | keine           | [z]                  | [z]                  | زَكَاة(zakāt)               | nur für arabische Lehnwörter verwendet |
| 15 | Že       |                      | [ɻ]-                           | r-              | keine                | [ʒ]                  | ژﹾ(热rè)                  | aus dem Persischen übernommen |
| 16 | Sīn      |                      | [s]-, [ɕ]-                     | s-, x-          | [s]                  | [s]                  | سٍ(信xìn)                  | auch verwendet für die Darstellung einiger Silben mit Anlaut s- und sh-                                                                               |
| 17 |          |                      | [s]-                           | s-              | keine                | keine                | (思sī)                    | nur für den Ru-Ton oder frühere Ru-Ton-Silben |
| 18 | Schīn    |                      | [ʂ]-, [ɕ]-                     | sh-, x-         | [ʃ]                  | [ʃ]                  | شِ(是shì)                  | auch verwendet für die Darstellung einiger Silben mit Anlaut x-                                                                                       |
| 19 | Sād      |                      | [s]-                           | s-              | [sˠ]                 | [s]                  | صْ(色sè)                   | |
| 20 | Dād      |                      | keine                          | keine           | [ðˠ]                 | [z]                  | الْضَّاد(die Arabische Welt) | nur bei arabischen Lehnwörtern verwendet |
| 21 | Ci       |                      | [tsʰ]-                         | c-              | keine                | keine                | ڞْ(册cè)                   | |
| 22 | Ṭā'      |                      | [ts]-                          | z-              | [tˠ]                 | [t]                  | طٌ(遵zūn)                  | der Laut wandelt sich wenn Chinesisch dargestellt wird                                                                                                |
| 23 | Zā'      |                      | [ts]-                          | z-              | [ðˠ]                 | [z]                  | ظْ(作zuò)                  | der Laut wandelt sich wenn Chinesisch dargestellt wird                                                                                                |
| 24 | ʿAin     |                      | [ə]                            | e, e-, -e, -e-  | [ʕ]                  | [ʔ]                  | ﻋﹶ(恶è)                   | ein Vokal wenn das Chinesische dargestellt wird; wird aber als Konsonant betrachtet wenn arabische und persische Lehnwörter dargestellt werden        |
| 25 | Ghain    |                      | keine                          | keine           | [ʁ]                  | [ɣ], [q], [ɢ], [x]   | غَبْن(Betrug)               | nur für arabische Lehnwörter verwendet |
| 26 | Fā'      |                      | [f]-                           | f-              | [f]                  | [f]                  | فِ(废fèi)                  | |
| 27 | Qāf      |                      | [g]-                           | g-              | [q]                  | [q], [ɢ]             | قَ(个ge)                   | der Laut wandelt sich wenn Chinesisch dargestellt wird                                                                                                |
| 28 | Kaf      |                      | keine                          | keine           | [k]                  | keine                | كَلِمَة(Sprichwort)          | nur für arabische Lehnwörter verwendet |
| 28 | Kāf      |                      | [kʰ]-                          | k-              | keine                | [k]                  | ﮎْ(可kě)                   | aus dem Persischen übernommen |
| 29 | Gaf      |                      | keine                          | keine           | keine                | [g]                  | گنج(Schatz)               | aus dem Persischen übernommen und nur für persische Lehnwörter verwendet                                                                              |
| 30 |          |                      | [ŋ]-, [ɲ]-                     | ng-, gn-        | keine                | keine                | ݣْا(仰ngǎng)               | relativ selten, wird entweder verwendet um den [ŋ]-Anlaut aus Ningxia und der Inneren Mongolei darzustellen oder den [ɲ]-Anlaut aus Gansu und Qinghai |
| 31 | Lām      |                      | [l]-                           | l-              | [lˁ]                 | [l]                  | لِ(里lǐ)                   | |
| 32 | Mīm      |                      | [n]-                           | m-, n-          | [m]                  | [m]                  | مِ(秘mì)                   | |
| 33 | Nūn      |                      | [n]-                           | n-              | [n]                  | [n]                  | نِ(你nǐ)                   | |
| 34 | Hā'      |                      | [x]-                           | h-              | [h]                  | [h], [ɛ], [æ]        | هَا(哈hā)                  | meist für arabische Lehnwörter verwendet, vor Silben mit Auslaut -a, -ai, -an, -ang, -ao                                                              |
| 35 | Wāw      |                      | [u], [ʊ]                       | wu, u-, -u, -u- | [w], [u:], [y]       | [v], [u], [o], [ow]  | ءُ(无wú)                   | Vokallaut |
| 36 | Yā'      |                      | keine                          | keine           | [j], [i:]            | keine                | يَوْم(Der Tag des Gerichts) | nur in arabischen Lehnwörtern und ein Vokallaut |
| 36 | Yā'      |                      | [i], [ɪ]                       | yi, i-, -i, -i- | keine                | [j], [i], [e]        | يَا(呀ya)                  | aus dem Persischen übernommen und ein Vokallaut |

### Silbenendlaute (finals) und Vokale

#### Chinesisch
|    | Schrift | Standardchinesische Aussprache | Hanyu Pinyin | Beispiel     | Anmerkungen                                                                           |
| -- | ------- | ------------------------------ | ------------ | ------------ | ------------------------------------------------------------------------------------- |
| 1  | oder    | [ɑ]                            | a            | اَ(阿ā)       |                                                                                       |
| 2  |         | -[ɑ]                           | -a           | دَا(大dà)     |                                                                                       |
| 3  |         | [iɑ]                           | ya           | يَا(呀ya)     |                                                                                       |
| 4  |         | -[iɑ]                          | -ia          | كِا(家jiā)    | beschränkt auf Silben mit den Anlauten j-, q-, x-, l-                                 |
| 5  |         | [uɑ]                           | wa           | وَ(娃wá)      |                                                                                       |
| 6  |         | -[uɑ]                          | -ua          | قُوَ(刮guā)    |                                                                                       |
| 7  | keine   | [o]                            | o            | keine        | selten, im Xiao’erjing nicht vertreten                                                |
| 8  | keine   | [uɔ]                           | wo           | keine        | selten, im Xiao’erjing nicht vertreten                                                |
| 9  |         | [ɤ]                            | e            | ﻋﹶ(恶è)      |                                                                                       |
| 10 | oder    | [ɤ]                            | -e           | دْ(德dé)      |                                                                                       |
| 11 |         | [uə]                           | wo           | وْ(我wǒ)      |                                                                                       |
| 12 |         | -[uə]                          | -uo          | قُوَع(国guó)   |                                                                                       |
| 13 |         | [ɑɻ]                           | er           | عَر(儿ér)     |                                                                                       |
| 14 |         | -[ɻ]                           | -r           | لِر(粒儿lìr)  | stellt den rhotischen Auslaut –r (thorthic final –r) dar                              |
| 15 | keine   | [ɛ]                            | ê            | keine        | selten, im Xiao’erjing nicht vertreten                                                |
| 16 |         | [iɛ]                           | ye           | اِئ(耶yē)     |                                                                                       |
| 17 |         | -[iɛ]                          | -ie          | كِئ(解jiě)    |                                                                                       |
| 18 |         | [yɛ]                           | yue          | يُؤ(约yuē)    |                                                                                       |
| 19 |         | -[yɛ]                          | -üe, -ue     | كُؤ(决jué)    | beschränkt auf die Silben mit den Anlauten j-, q-, x-, l-, n-                         |
| 20 | oder    | [i]                            | yi           | ءِ(意yì)      |                                                                                       |
| 21 |         | -[i]                           | -i           | ﭼﹺ(其qí)     |                                                                                       |
| 22 |         | -[]                            | -i           | ذِ(子zǐ)      | beschränkt auf die Silben mit den Anlauten z-, c-, s-                                 |
| 23 |         | -[ʐ̩]                           | -i           | ﺟﹺ(知zhī)    | beschränkt auf die Silben mit den Anlauten zh-, ch-, sh-, r-                          |
| 24 |         | [aɪ]                           | ai           | اَىْ(爱ài)     |                                                                                       |
| 25 |         | -[aɪ]                          | -ai          | كَىْ(凯kǎi)    |                                                                                       |
| 26 | keine   | [eɪ]                           | ei           | keine        | selten, im Xiao’erjing nicht vertreten                                                |
| 27 | oder    | -[eɪ]                          | -ei          | دِؤ(得děi)    |                                                                                       |
| 28 |         | [uaɪ]                          | wai          | وَىْ(歪wāi)    |                                                                                       |
| 29 |         | -[uaɪ]                         | -uai         | كُوَىْ(块kuài)  |                                                                                       |
| 30 |         | [ueɪ]                          | wei          | وِ(为wèi)     |                                                                                       |
| 31 |         | -[ueɪ]                         | -ui          | حُوِ(回huí)    |                                                                                       |
| 32 | oder    | [u]                            | wu           | ءُ(无wú)      |                                                                                       |
| 33 | oder    | -[u]                           | -u           | كُو(苦kǔ)     |                                                                                       |
| 34 |         | [aʊ]                           | ao           | اَوْ(奥ào)     |                                                                                       |
| 35 |         | -[aʊ]                          | -ao          | قَوْ(高gāo)    |                                                                                       |
| 36 |         | [ɤʊ]                           | ou           | عِوْ(偶ǒu)     |                                                                                       |
| 37 |         | [ɤʊ]                           | -ou          | كِوْ(口kǒu)    |                                                                                       |
| 38 |         | [iaʊ]                          | yao          | يَوْ(要yào)    |                                                                                       |
| 39 |         | -[iaʊ]                         | -iao         | كِيَوْ(教jiào)  |                                                                                       |
| 40 |         | [iɤʊ]                          | you          | يِوْ(有yǒu)    |                                                                                       |
| 41 |         | [iɤʊ]                          | -iu          | نِيِوْ(牛niú)   |                                                                                       |
| 42 |         | [y]                            | yu           | ىُ(与yǔ)      |                                                                                       |
| 43 | und     | -[y]                           | -ü, -u       | نُوُ(女nǚ)     | beschränkt auf die Silben mit den Hanyu-Pinyin-Anlauten (initials) j-, q-, x-, l-, n- |
| 44 |         | [an]                           | an           | ءًا(安ān)     |                                                                                       |
| 45 |         | -[an]                          | -an          | دًا(但dàn)    |                                                                                       |
| 46 | oder    | [ən]                           | en           | ءٌ(恩ēn)      |                                                                                       |
| 47 | oder    | -[ən]                          | -en          | قٍ(根gēn)     |                                                                                       |
| 48 | oder    | [in]                           | yin          | ءٍ(因yīn)     |                                                                                       |
| 49 |         | -[in]                          | -in          | ٿٍ(勤qín)     |                                                                                       |
| 50 |         | [yn]                           | yun          | ىٌ(孕yùn)     |                                                                                       |
| 51 |         | -[yn]                          | -un          | کﹲ(均jūn)    | beschränkt auf die Silben mit den Anlauten j-, q-, x-                                 |
| 52 |         | [iɛn]                          | yan          | يًا(严yán)    |                                                                                       |
| 53 |         | -[iɛn]                         | -ian         | لِيًا(练liàn)  |                                                                                       |
| 54 |         | [wan]                          | wan          | وًا(万wàn)    |                                                                                       |
| 55 |         | -[uan]                         | -uan         | كُوًا(宽kuān)  |                                                                                       |
| 56 |         | [yɛn]                          | yuan         | يُوًا(源yuán)  |                                                                                       |
| 57 |         | -[yɛn]                         | -uan         | كُوًا(捐juān)  | beschränkt auf die Silben mit den Anlauten j-, q-, x-                                 |
| 58 |         | [wən]                          | wen          | وٌ(问wèn)     |                                                                                       |
| 59 |         | -[uən]                         | -un          | کﹲ(困kùn)    |                                                                                       |
| 60 |         | [ɑŋ]                           | ang          | ءْا(昂áng)    |                                                                                       |
| 61 |         | -[ɑŋ]                          | -ang         | قْا(刚gāng)   |                                                                                       |
| 62 | keine   | [əŋ]                           | eng          | keine        | selten, im Xiao’erjing nicht vertreten                                                |
| 63 | oder    | -[ɤŋ]                          | -eng         | قْع(更gèng)   |                                                                                       |
| 64 |         | [iŋ]                           | ying         | ىٍْ(应yīng)    |                                                                                       |
| 65 |         | -[iŋ]                          | -ing         | لٍْ(另lìng)    |                                                                                       |
| 66 |         | -[ʊŋ]                          | -ong         | خْو(宏hóng)   |                                                                                       |
| 67 | oder    | [yʊŋ]                          | yong         | يْو(用yòng)   |                                                                                       |
| 68 | oder    | -[yʊŋ]                         | -iong        | ﭤْﻮ(穷qióng)  | beschränkt auf die Silben mit den Hanyu-Pinyin-Silbenanlauten (initials) j-, q-, x-   |
| 69 |         | [iɑŋ]                          | yang         | يْا(羊yáng)   |                                                                                       |
| 70 |         | -[iɑŋ]                         | -iang        | لِيْا(良liáng) |                                                                                       |
| 71 |         | [wɑŋ]                          | wang         | وْا(忘wàng)   |                                                                                       |
| 72 |         | -[uɑŋ]                         | -uang        | كُوْا(况kuàng) |                                                                                       |
| 73 |         | [wɤŋ]                          | weng         | وْع(翁wēng)   |                                                                                       |

Vokale in arabischen und persischen Entlehnungen folgen ihren jeweiligen Orthographien, nämlich es werden nur die langen Vokale dargestellt und die kurzen Vokale werden weggelassen.
Obwohl das Sukūn () weggelassen werden kann, wenn arabische und persische Entlehnungen dargestellt werden, kann es nicht weggelassen werden, wenn Chinesisch dargestellt wird. Die Ausnahme ist, dass sie bei häufig verwendeten einsilbigen Wörtern, die das Sukūn haben können, in der Schrift ausgelassen werden. Wenn zum Beispiel „的“ und „和“ betont „دِ“ und „ﺣَ“ geschrieben werden, können sie unbetont mit den Sukūns „دْ “und „ﺣْ“ geschrieben werden oder ohne Sukūns „د“ und „ﺣ“.
Ähnlich kann das Sukūn auch den chinesischen -[ŋ] -Silbenauslaut (final) darstellen. Es wird manchmal ersetzt durch das Fathatan (), das Kasratan () oder das Dammatan (). In mehrsilbigen Wörtern kann das den langen Vokal -ā darstellende Alif (ﺎ) am Wortende weggelassen werden und durch ein den kurzen Vokal -ă darstellendes Fatha () ersetzt werden.
Xiao’erjing ist dem Hanyu Pinyin in der Hinsicht ähnlich, dass Wörter als eine Einheit geschrieben werden mit Leerraum zwischen ihnen (was bei der chinesischen Schrift nicht der Fall ist). Wenn chinesische Wörter dargestellt werden, stellt das Schadda-Zeichen eine Verdopplung derjenigen Silbe dar, auf der es liegt. Es hat die gleiche Funktion wie das chinesische Wiederholungszeichen „々“.
Arabische Interpunktionszeichen können im Xiao’erjing wie chinesische Interpunktionszeichen verwendet werden, sie können auch vermischt werden (chinesische Punkte (jùhào; U+3002) und Aufzählungskommas (dùnhào) mit arabischen Kommas und Fragezeichen).

## Beispiel
Artikel 1 der Allgemeinen Erklärung der Menschenrechte in Xiao’erjing, vereinfachten und traditionellen chinesischen Schriftzeichen, Hanyu Pinyin, Englisch und Deutsch:
- Xiao’erjing:
- Chinesische Schriftzeichen – Kurzzeichen (vereinfachtes Chinesisch):
“人人生而自由，在尊严和权利上一律平等。他们赋有理性和良心，并应以兄弟关系的精神互相对待.”
- Chinesische Schriftzeichen – Langzeichen (traditionelles Chinesisch):
「人人生而自由，在尊嚴和權利上一律平等。他們賦有理性和良心，並應以兄弟關係的精神互相對待。」
- Hanyu Pinyin:
„Rénrén shēng ér zìyóu, zài zūnyán hé quánlì shàng yílǜ píngděng. Tāmen fù yǒu lǐxìng hé liángxīn, bìng yīng yǐ xiōngdiguānxì de jīngshén hùxiāng duìdài.“
- Englisch:
„All human beings are born free and equal in dignity and rights. They are endowed with reason and conscience and should act towards one another in a spirit of brotherhood.“

„Alle Menschen sind frei und gleich an Würde und Rechten geboren. Sie sind mit Vernunft und Gewissen begabt und sollen einander im Geiste der Brüderlichkeit begegnen.“